# Udo Gurgel
Udo Gurgel (* 1938 in Schwerin) ist ein deutscher Bauingenieur und Konstrukteur von Rennrodel-, Bob- und Skeletonbahnen.

## Leben
Gurgel studierte bis 1963 an der Hochschule für Bauwesen in Cottbus und danach an der Hochschule für Architektur und Bauwesen Weimar Konstruktiven Ingenieurbau. Anschließend arbeitete er als Ingenieur im Team, das 1966 mit der Planung einer Kunsteisbahn für Oberhof beauftragt wurde. Seitdem ist er mit Planung, Berechnung und Realisierung von Bob- und Rodelbahnen beschäftigt. Daneben plant Gurgel im Alltag auch Einfamilienhäuser und kleinere Brücken.
1968 begann das Wissenschaftlich-Technischen Zentrum für Sportbauten (WTZ Sportbauten) Leipzig, in Oberhof die erste Bob- und Rodelbahn der DDR zu bauen – nach der am Königssee die zweite Kunsteisbahn der Welt. Da Gurgel und seine Kollegen keine Einsicht in die Detailplanungen der Königsseebahn hatten, mussten viele technische Lösungen neu erdacht werden. So entwickelten, um für die Schalungen der Kurvengeometrie kein Holz verwenden zu müssen, das WTZ und der Bauingenieur Ulrich Müther gemeinsam ein schalungsfreies Beton-Spritzverfahren, das auch bei den aktuell gebauten Bahnen noch eingesetzt wird. Außerdem bediente man sich für die Berechnungen erstmals eines Großrechners, der in Dresden stand. Die Rennschlittenbahn in Oberhof ist damit die erste vollständig am Computer berechnete Bahn der Welt.
Die im Weltmaßstab gute Entwicklung des Rodel- und Bobsportes in der DDR führte dazu, dass von 1982 bis 1986 eine zweite Bahn im erzgebirgischen Altenberg errichtet wurde. Die im Auftrag der damaligen Sportführung vom Ministerium für Staatssicherheit geforderte Geheimhaltung verhinderte eine erfolgreiche Teamarbeit und wirkte sich negativ auf den Bau aus, so dass die Bahn nach einer Testsaison umgebaut werden musste.
Nach diesem Rückschlag spezialisierte man sich mehr und mehr beim Entwurf, der Planung und der Berechnung und entwickelte dazu eine eigene Software, so dass das Ingenieurbüro heute weltweit führend in der Planung von Bob- und Rodelbahnen ist.
Nach der politischen Wende machte sich Gurgel selbständig und gründete 1993 ein Ingenieurbüro, um die langjährigen Erfahrungen des WTZ Sportbauten auch künftig umsetzen zu können. Heute wird das Ingenieurbüro Gurgel + Partner Leipzig von Mike Richter und Jörg Penseler geführt, Udo Gurgel ist offiziell nur noch als Berater tätig.
Udo Gurgel lebt seit 1966 in Leipzig.

## Bauten (mit Angabe der Planungszeiträume)
- 1968–1970: kombinierte Bob- und Rodelbahn in Oberhof (erste vollständig am Computer berechnete, künstlich unterkühlte Bob- und Rodelbahn der Welt)
- 1980, 1982–1986, 2007: kombinierte Bob- und Rodelbahn in Altenberg und deren Umbau (gilt als schwierigste Bahn der Welt)
- 1982–1985: Rodelbahn in Sigulda, Lettland
- 1984–1986: kombinierte Bob- und Rodelbahn für die Olympischen Winterspiele 1988 in Calgary, Kanada
- 1989–1991: kombinierte Bob- und Rodelbahn für die Olympischen Winterspiele 1994 in Lillehammer, Norwegen
- 1993–1995: kombinierte Bob- und Rodelbahn für die Olympischen Winterspiele 1998 in Nagano, Japan
- 1992, 1996–1998: kombinierte Bob- und Rodelbahn für die Olympischen Winterspiele 2002 in Park City, USA (Entwurf einer 1500 m langen Bahn und Umplanung für deren Verkürzung)
- 2003–2004: kombinierte Bob- und Rodelbahn für die Olympischen Winterspiele 2006 in Cesana, Italien
- 2004–2006: kombinierte Bob- und Rodelbahn für die Olympischen Winterspiele 2010 in Whistler-Blackcomb bei Vancouver, Kanada
- 2009–2010: kombinierte Bob- und Rodelbahn für die Olympischen Winterspiele 2014 in Krasnaja Poljana bei Sotschi, Russland (Homologierung im März 2012)
- 2016: kombinierte Bob und Rodelbahn in Paramonowo bei Moskau, Russland